# 冈星花属
冈星花属（学名：Kindia）为茜草科的一个属。

## 下属物种
本属包括以下物种：
- Kindia gangan Cheek[2]